# Sete Santos Fundadores da Bretanha
Os Sete Santos Fundadores da Bretanha são, de acordo com uma construção literária e hagiográfica tardia forjada a partir do século XI, monges e eremitas que vieram do País de Gales e da Cornualha por volta dos séculos V e VI, na época da emigração bretã para a Armórica.
Eles são considerados os fundadores das sete primeiras sés episcopais e do Cristianismo na Armórica.

## História

Regiões históricas da Bretanha (séc. XIV).

A história dos sete santos é a da passagem da Gália Armoricana para a Bretanha. Com exceção das capitais Rennes e Nantes, que permaneceram ligadas à civilização latina e não foram anexadas à Bretanha até Nominoe (falecido em 851), a Bretanha foi organizada, sob a pressão da imigração dos bretões, em sete sés episcopais, cada uma fundada por um clérigo, que foi então proclamado santo pelo povo. Certos indícios permitem supor que esses religiosos pertenciam à aristocracia romano-britânica forçadas ao exílio, já que alguns tinham nomes latinos, como Paulo Aureliano. Estas sete sés assim constituídas formaram, com as de Rennes e Nantes, as nove sés bretãs, que não sofreram qualquer alteração até Revolução Francesa.

## Os sete santos

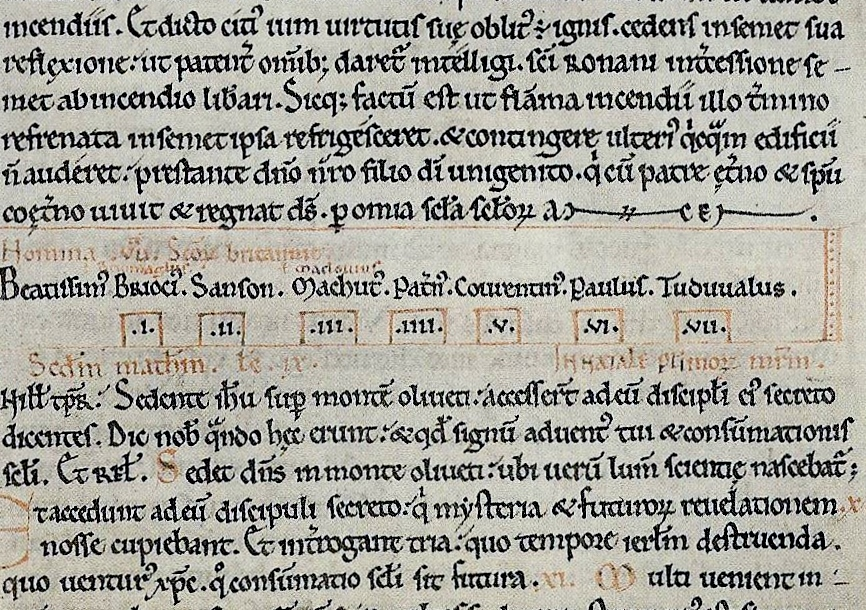
Primeira menção aos "Sete Santos Fundadores da Bretanha" ("manuscrito latino" datado de 1275, Biblioteca Nacional da França).

Diz-se que os sete santos fundaram sete sés episcopais:
- Saint-Malo fundada por São Malo;
- Dol-de-Bretagne fundada por São Sansão;
- Saint-Brieuc fundada por São Brioco;
- Tréguier, fundador de São Tudual;
- Saint-Pol-de-Léon fundada por São Paulo Aureliano;
- Quimper fundada por São Corentino;
- Vannes fundada por São Padarno.

### Imagens dos sete santos

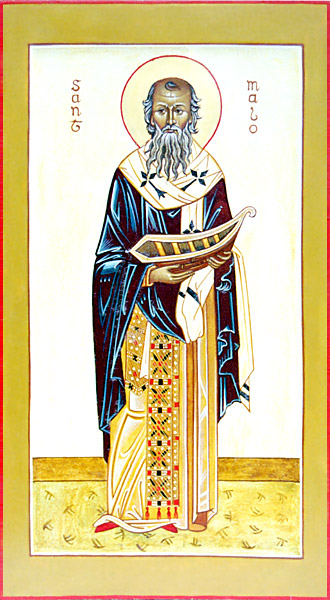
São Malo
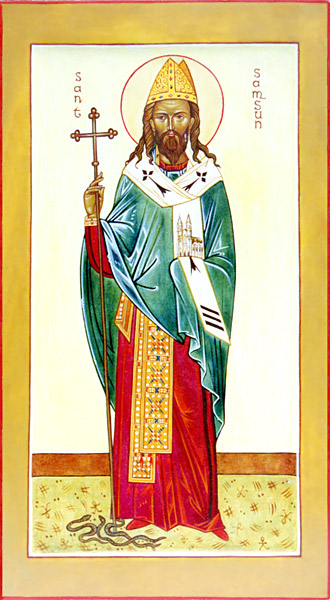
São Sansão
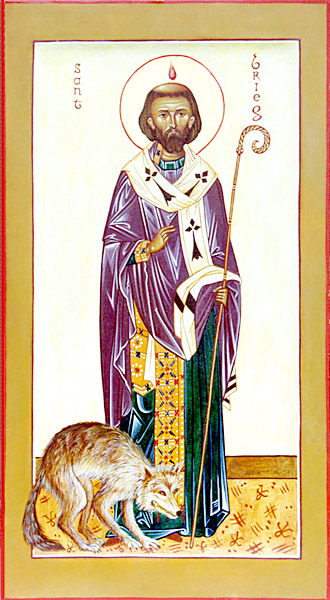
São Brioco
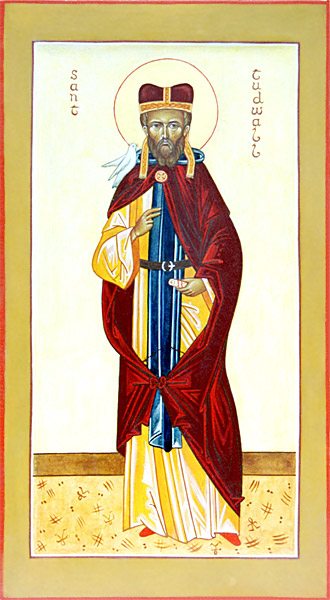
São Tudual
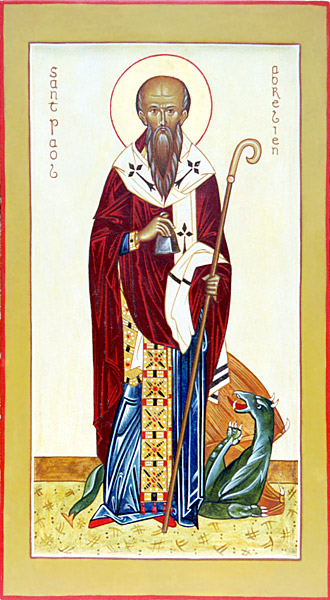
São Paulo Aureliano
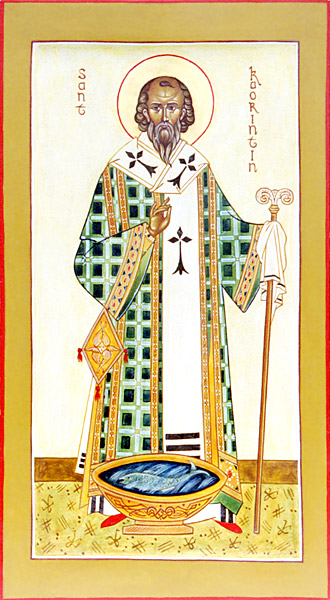
São Corentino
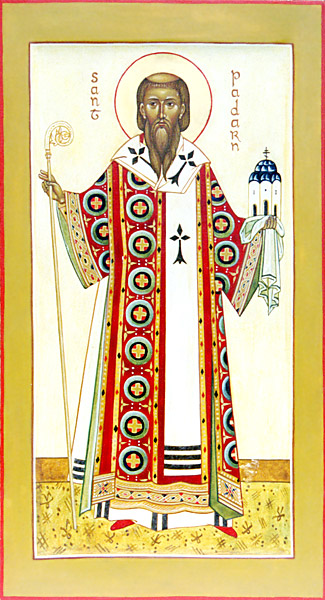
São Padarno